# Magna Hungaria

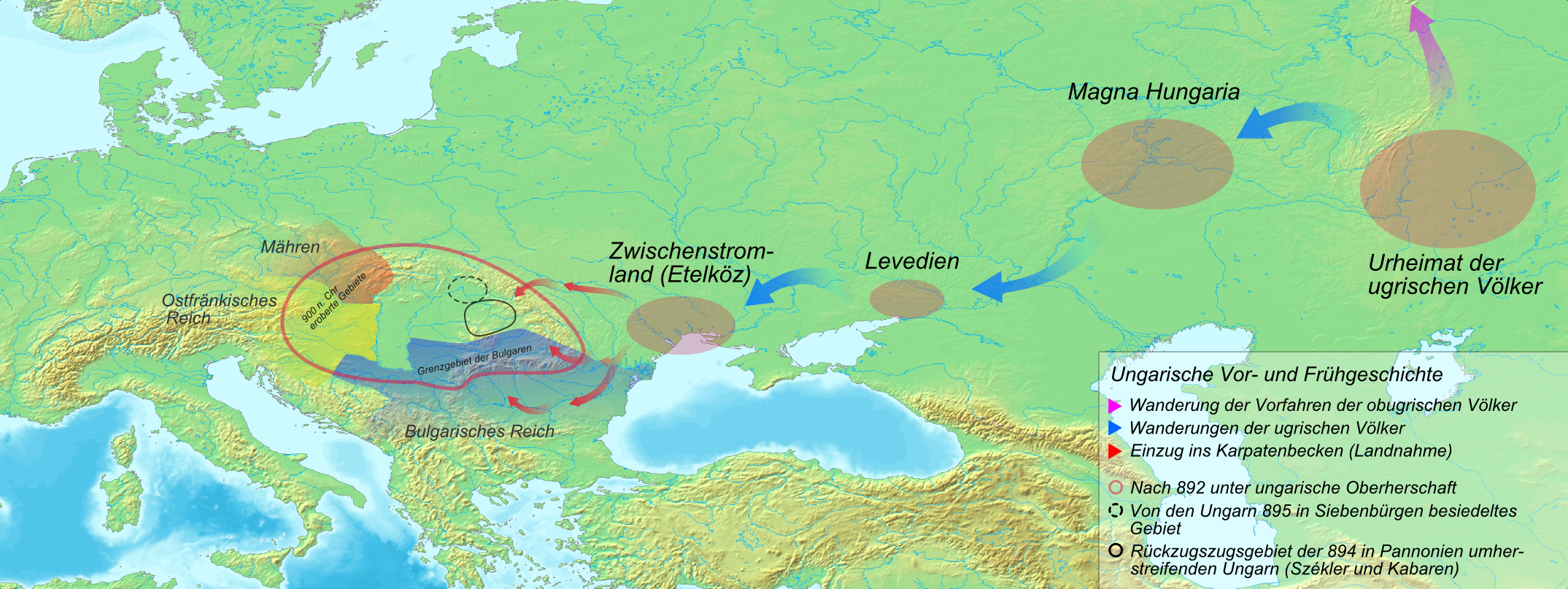
Шлях переселення угорців через Урал до Паннонії; другий етап — Магна Хунгарія

Велика або Давня Угорщина (Магна Хунгарія, лат. Magna Hungaria, Hungaria maior, угор. Nagy-Magyarország, пол. Wielkie Węgry) — гіпотетична прабатьківщина угорців, про яку згадує у звіті про свою подорож францисканський чернець XIII століття Джованні да Плано Карпіні. Її пошуками займалися у 1230-і роки угорські домініканці, найвідоміший з яких брат Юліан.
Згідно з поширеною версією, Велика Угорщина знаходилася в лісостепових районах сучасного Башкортостану, в ареалі кушнаренківської та караякупівської культур. Пам'ятники кушнаренківської та караякупівської археологічних культур Н. А. Мажитов пов'язує з давніми башкирами, а башкиро-угорські лінгвістичні паралелі (присутність в угорській мові, зокрема, в географічних назвах, етнонімів "дярмат "). (баш. "юрмати"), "єно" (баш. "єней"), "тор*ян" (баш. "тархан"), "кесі" (баш. "Кесе") та інших) пояснює переселенням в середині XI століття древніх башкир у складі печенізького союзу племен на територію Панонії.
Згідно з іншими версіями, Велика Угорщина перебувала на Північному Кавказі. Мункачі) чи Нижньому Поволжі (А. П. Смирнов), або західних схилах Бугульминсько-Белебеївської височини (Р. Смирнов). р. Кузєєв, Т. М. Гаріпов), чи лісостепових районах Середнього Поволжя (П. Д. Степанов).
Деякі тюркські мовні запозичення могли перейти до угорців від хазарського племені каварів, що приєднався до угорців у першій половині IX століття після невдалого повстання проти верховної влади в Хазарії. Ці племена були найбоєздатнішим і найлютішим контингентом угорського війська.

## Проблема локалізації Magna Hungaria
Історія угорців до IX століття не висвітлена письмовими джерелами. Версії про їхні передбачувані зв'язки з тюркомовним населенням євразійських степів обмежуються кількістю іраномовних запозичень у сучасній угорській мові, поряд з використанням археологічного та палео-антропологічного матеріалу в історичних реконструкціях.
Згідно з твором "Gesta Hungarorum ", витоки угорців пов'язувалися з країною Hungaria Major/Hungaria Magna («Велика Угорщина»), що знаходилася далі на схід, ніж пізніші прабатьківщини угорців — Levedia і Etelköz. З іншого боку, у роботах арабських і перських географів і мандрівників починаючи вже з X століття назви мадярів і башкир використовуються для позначення одного й того народу. Ці дві обставини призвели до того, що вже в середні віки Велика Угорщина почала зв'язуватися в літературі з країною башкир — уперше, мабуть, у брата Іоанна де Плано Карпіні (сер. XIII століття): «Bascart або Hungaria Magna». У сусідніх діалектах або прислівниках початковий /b/ міг бути замінений /m/ при відомому в тюркських і монгольських мовах відповідно до початкового /b/ ~ /m/ і етнонім /badʒa oɣur/ (свояк огір, свояк угрів) > /badʒ(a) oɣur/ > /badʒγar/ набув форми /madʒ(a) oɣur/ > /madʒɣur/ > /madʒɣar/ > /madjar/, тобто етноніми «башкир» і «мадьяр» мали загальне походження. Крім того, складання традиції про Hungaria Magna в Поволзько-Приуральському регіоні слід пов'язувати з тенденцією середньовічних вчених шукати прабатьківщину всіх народів, особливо тих, про яких відомо, що вони відносно пізно з'явилися в Європі, як, наприклад, угорці, на Сході..
Слід зазначити, що є цілий пласт племінних назв у башкир, які, без сумніву, мають загальне походження з племінними назвами угорців (точніше — з назвами племен того, очевидно, різномовного союзу, який очолював Арпад, який наприкінці IX століття «завоював батьківщину» угорців у Панонії). При цьому більшість із цих назв має тюркське походження. Враховуючи те, що ні в культурі, ні в антропологічному типі, ні в мові башкир немає жодних реальних слідів угорського впливу, а значимість тюркського компонента в генезі угорської мови та народу не підлягає сумніву, ці дані можуть бути інтерпретовані як свідчення участі у складанні башкир і угорців одних і тих же, переважно тюркських, родоплемінних груп, що цілком природно: обидва ці народи формувалися як спілки кочових племен приблизно в один і той же час (у другій половині I тис.). н. е.) на близьких територіях (угорці — між Волгою та Дніпром, башкири — між Приараллям та Уралом).
Таким чином, проблема «Великої Угорщини» є скоріше предметом історіографічного та текстологічного дослідження і має розглядатися окремо від проблеми прабатьківщини угорців та колишньої присутності протоугорських груп у Приураллі та Поволжі. Реальної уваги заслуговує повідомлення угорського мандрівника брата Юліана про те, що в 20-ті роки XIII століття він під час своєї подорожі до Волзької Булгарії (зробленої спеціально для пошуку «угорців, що залишилися» на сході) зустрів в одному з міст на правобережжі Середньої Волги язичників, що говорили по-угорськи. Воно знаходить відгук у матеріалах російських документів XV—XVI століть, що стосуються районів правобережжя Середньої Волги та Накази, в яких згадується етнонім мочари/можари — поруч із мордвою, черемисами, башкирами, безерменами. Цей етнонім, начебто, невиводимий з самоназви татар — мішарів — Мішар і з назви літописної Мещери, але може розглядатися як відображення стародавньої форми самоназви угорців-мадьярів і є, таким чином, свідченням про перебування на даній території якщо не прямих нащадків Юліанових "угорців ", то принаймні людей, які ще зберігали давню угорську самоназву.
Угорські та пермські вчені, які вивчали могильник Баяновський I VIII — X століть, що знаходиться на території Добрянського району Пермського краю, дійшли висновку, що, можливо, тут знаходилася гіпотетична прабатьківщина сучасних угорців Magna Hungaria.

## Велика Угорщина у сучасній політиці
Омонімом історичного терміна «Велика Угорщина» (Magna Hungaria) є уживаний у політичному контексті термін «Велика Угорщина» (угор. Nagy-Magyarország).
Він використовується для позначення земель, що входили до Угорського Королівства (насамперед у період існування Австро-Угорщини). Ці землі (2/3 площі Угорського Королівства) було втрачено Угорщиною за Тріанонським мирним договором. Це прилеглі до угорських кордонів території сучасних Румунії, України, Словаччини, Австрії, Словенії, Хорватії, Сербії.
Найрадикальніші з угорських націоналістів вважають, що ці території, що і досі населяються угорцями, повинні бути об'єднані з сучасною Угорщиною в рамках однієї держави. В даний час угорці проживають у чотирьох районах австрійської землі Бургенланд: Оберварт/Фельшеєр, Унтерварт/Альшор, Зігет-ін-дер-Варт/Урісігет, Обершютцен/Фельшелеве. За даними 1991 р. їх було 6763 чол. У Румунії проживає 1,625 млн угорців, що становить 7,12 % від усього населення (22,810 млн осіб).